# Marc Reign
Marc Reign właściwie Markus Reincke (ur. 16 października 1970), znany również jako Speedy – niemiecki perkusista. Naukę gry na instrumencie podjął w 1982 roku. W 2001 roku na krótko dołączył do blackmetalowej grupy Mystic Circle. W latach 2002-2010 występował w thrashmetalowej formacji Destruction. W 2007 roku wystąpił gościnnie na solowej płycie gitarzysty Marcusa "Rooky'ego" Forstbauera zatytułowanej Extended. W 2011 roku dołączył do deathmetalowego zespołu Morgoth.
Marc Reign współpracował ponadto z zespołami Volcano, Orth, Graaf i Lord Brummell.